# Великолепная райская птица
Великолепная райская птица (лат. Diphyllodes magnificus) — вид птиц семейства райских птиц.

## Описание
Небольшая птица (длина тела до 26 см) с чрезвычайно сложным, ярким оперением. У самца жёлтые блестящие крылья, переливающееся зелёное оперение на груди, синие лапы и клюв, перья на шее образуют высокий воротник жёлтого цвета. В хвосте у самца есть два длинных изогнутых сине-зелёных пера. Самка невзрачная по сравнению с самцом, зеленовато-коричневая.

## Ареал
Великолепная райская птица обитает во влажных тропических лесах Западной Новой Гвинеи (Индонезия) и Папуа — Новой Гвинеи, питается преимущественно фруктами.

## Образ жизни
Самцы полигамны. Во время брачного сезона самец исполняет свой танец, сидя на стволе дерева или вертикальной ветке. Кладка состоит из двух светло-жёлтых яиц.
Вид отнесён к таксонам минимального риска в Красной книге МСОП, включён в Приложение II конвенции СИТЕС.

## Филателия
Марки с изображением великолепной райской птицы выпускались в Папуа — Новой Гвинее, Северной Корее, Румынии.

## Подвиды
В виде выделяют 3 подвида, однако, раньше было 4 подвида, но после ревизии подвидов великолепной райской птицы C. m. intermedius (который был описан из верховья реки Сетеква (лат. Setekwa)) стал синонимом подвида C. m. chrysopterus. Три подвида:
- Diphyllodes magnificus chrysopterus — распространён на острове Япен (в заливе Чендравасих), а также на западе и в центральной части острова Новая Гвинея[5];
- Diphyllodes magnificus hunsteini — распространён в восточной и юго-восточной Новой Гвинеи[5];
- Diphyllodes magnificus magnificus — распространён на островах Западного Папуа (Салавати) и северо-западе Новой Гвинеи (на севере и востоке полуострова Чендравасих, а также на полуостровах Вандаммен (англ. Wandammen Peninsula) и Онин (англ. Onin Peninsula))[5].

## Галерея

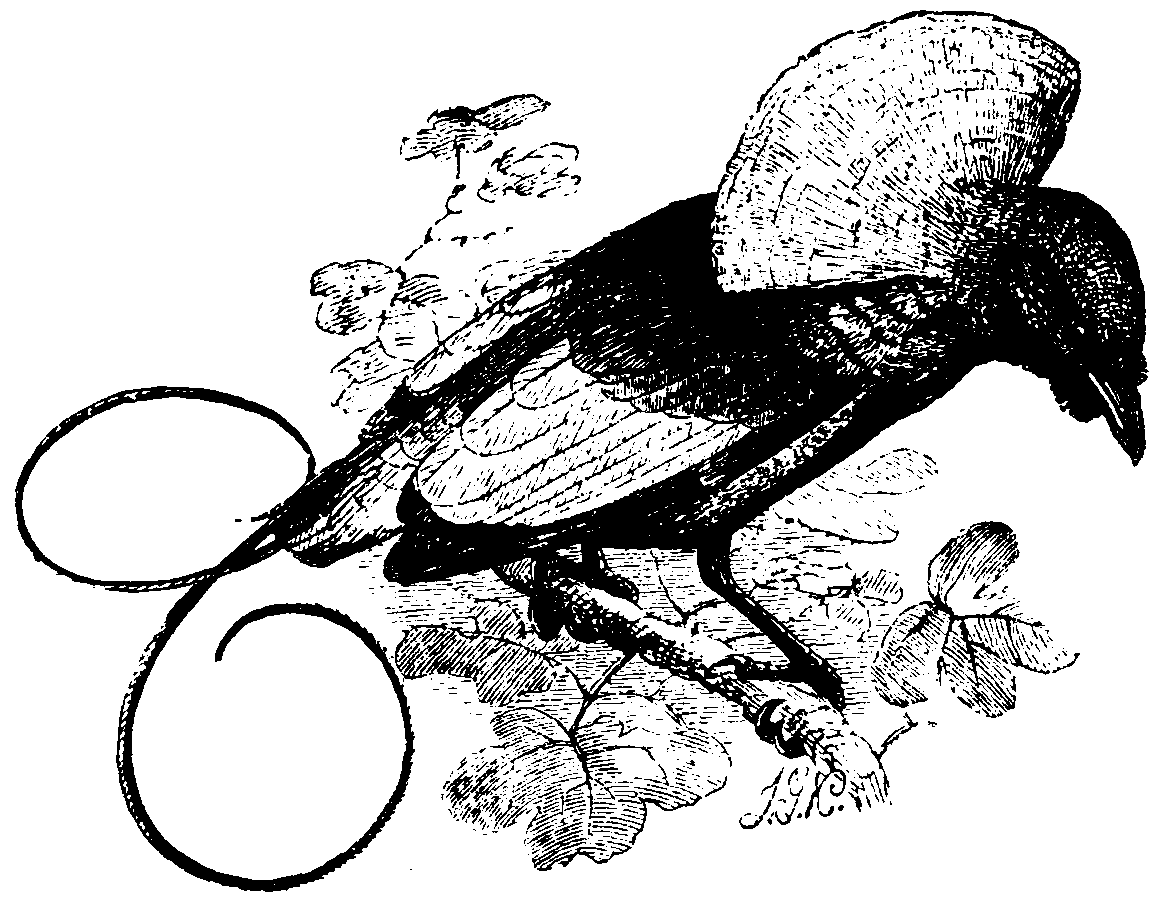
Иллюстрация к книге On The Genesis of Species, 1881
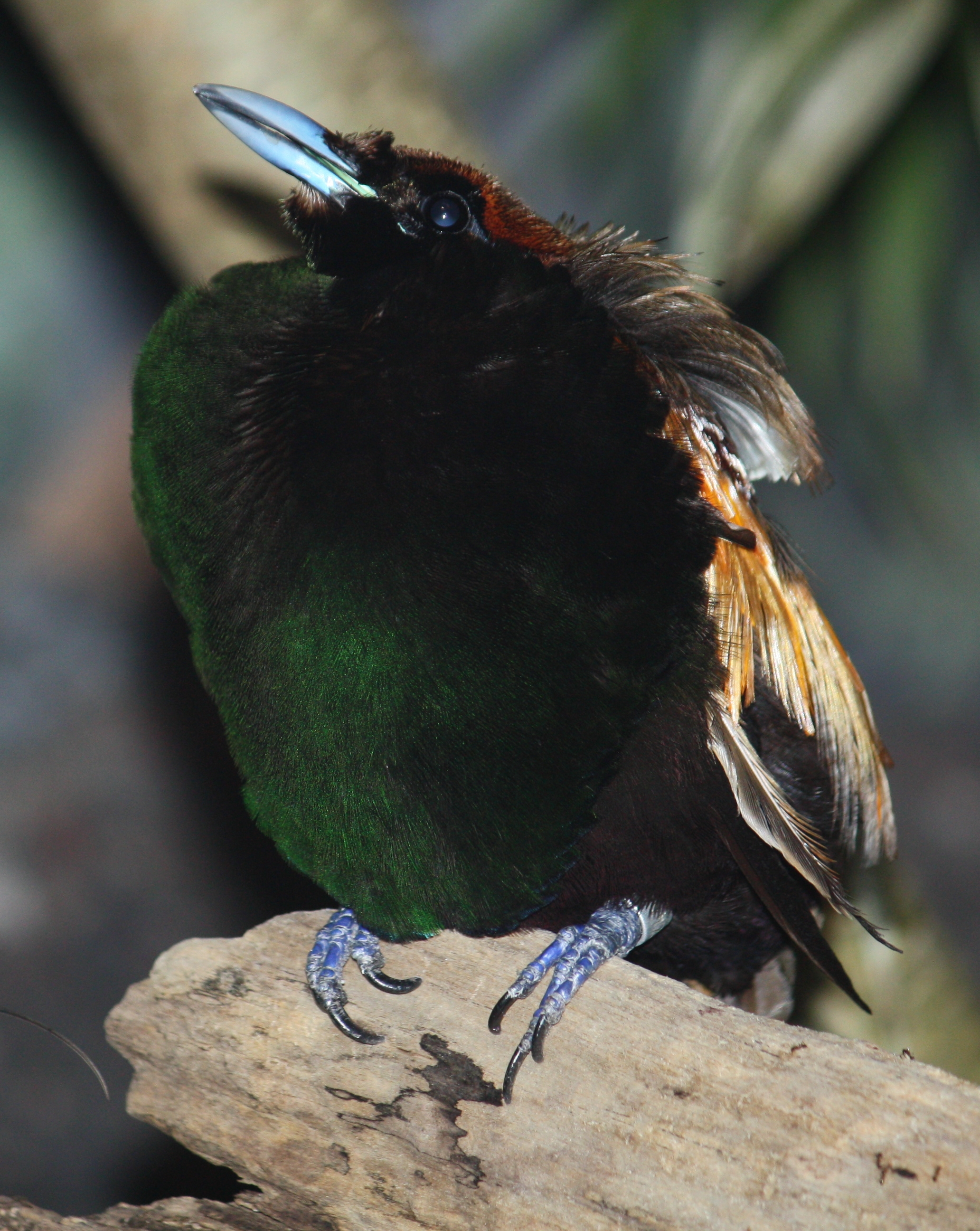
Оперение на груди самца
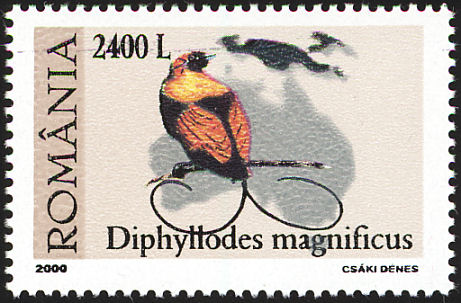
Румынская марка